# 2. asociační liga 1929/1930
V soubojích 1. ročníku 2. asociační ligy 1929/30 (2. fotbalová liga) se utkalo 8 týmů dvoukolovým systémem podzim - jaro. Vítězem se stalo mužstvo SK Náchod.

## Konečná tabulka
| Poř. | Tým                  | Z  | V  | R | P  | VG | OG | B  |
| ---- | -------------------- | -- | -- | - | -- | -- | -- | -- |
| 1.   | SK Náchod            | 14 | 10 | 3 | 1  | 43 | 20 | 23 |
| 2.   | SK Meteor Praha VIII | 14 | 10 | 3 | 1  | 53 | 27 | 23 |
| 3.   | SK Libeň             | 14 | 7  | 2 | 5  | 45 | 29 | 16 |
| 4.   | SK Rakovník          | 14 | 6  | 1 | 7  | 46 | 32 | 13 |
| 5.   | SK Čechie Praha VIII | 14 | 5  | 2 | 7  | 34 | 38 | 12 |
| 6.   | Nuselský SK          | 14 | 4  | 4 | 6  | 33 | 39 | 12 |
| 7.   | SK Viktoria Plzeň    | 14 | 5  | 2 | 7  | 39 | 34 | 12 |
| 8.   | SK Slavoj Žižkov     | 14 | 0  | 1 | 13 | 24 | 81 | 1  |

Poznámky:
- Z = Odehrané zápasy; V = Vítězství; R = Remízy; P = Prohry; VG = Vstřelené góly; OG = Obdržené góly; B = Body

|  | Postup do 1. asociační liga 1930/31 |